# Izlandi ábécé
A 32 betűs izlandi ábécé a latinbetűs íráson alapszik, azonban megőrzött olyan írásjegyeket is, melyek a rúnaírásban gyökereznek. Számos ékezetet is alkalmaz.

## Története
A modern izlandi ábécé egy 19. században meghatározott standardból fejlődött ki. A fejlesztésben fontos szerepet játszott Rasmus Rask dán nyelvész. 
Az első izlandi standard írás megteremtésére már a 12. században voltak törekvések, melynek célja egy egységes írás kifejlesztése volt az óészaki nyelvváltozatok számára. Ennek során meghatározták az ékezetek használatának szabályait a hosszúság jelölésére, valamint a thorn, azaz a þ használatát, melyet a korban az óangol is használt.
Rask ezeket a szabályokat kis mértékben módosította hozzáigazítva a germán nyelvhasználathoz, azaz a k majdnem kizárólagos használatához a c-vel szemben.
A 20. században került sor az é használatának felvételére (korábban je formában írva). 1974-ben törölték el a z használatát.

## Az írásjegyek
| Nagybetűs írás |   |   |   |   |   |   |   |   |   |   |   |   |   |   |   |   |   |   |   |   |   |   |   |   |   |   |   |   |   |   |   |
| A              | Á | B | D | Ð | E | É | F | G | H | I | Í | J | K | L | M | N | O | Ó | P | R | S | T | U | Ú | V | X | Y | Ý | Þ | Æ | Ö |
| Kisbetűs írás  |   |   |   |   |   |   |   |   |   |   |   |   |   |   |   |   |   |   |   |   |   |   |   |   |   |   |   |   |   |   |   |
| a              | á | b | d | ð | e | é | f | g | h | i | í | j | k | l | m | n | o | ó | p | r | s | t | u | ú | v | x | y | ý | þ | æ | ö |

Az alábbi két írásjegy (különböző formákban megadva) a germán rúnákban eredezik:
|  |
|  |

### Betűk
A betűk a következőek:
| Betű | Név       | IPA         |
| ---- | --------- | ----------- |
| Aa   | a         | [a]         |
| Áá   | á         | [au̯]        |
| Bb   | bé        | [pjɛ]       |
| Dd   | dé        | [tjɛ]       |
| Ðð   | eð        | [ɛð̠]        |
| Ee   | e         | [ɛ]         |
| Éé   | é         | [jɛ]        |
| Ff   | eff       | [ɛfː]       |
| Gg   | gé        | [cɛ]        |
| Hh   | há        | [hau̯]       |
| Ii   | i         | [ɪ]         |
| Íí   | í         | [i]         |
| Jj   | joð       | [jɔð̠]       |
| Kk   | ká        | [kʰau̯]      |
| Ll   | ell       | [ɛtl̥]       |
| Mm   | emm       | [ɛmː]       |
| Nn   | enn       | [ɛnː]       |
| Oo   | o         | [ɔ]         |
| Óó   | ó         | [ou̯]        |
| Pp   | pé        | [pʰjɛ]      |
| Rr   | err       | [ɛr]        |
| Ss   | ess       | [ɛs]        |
| Tt   | té        | [tʰjɛ]      |
| Uu   | u         | [ʏ]         |
| Úú   | ú         | [u]         |
| Vv   | vaff      | [vafː]      |
| Xx   | ex        | [ɛxs]       |
| Yy   | ypsilon y | [ʏfsɪlɔn ɪ] |
| Ýý   | ypsilon ý | [ʏfsɪlɔn i] |
| Þþ   | þorn      | [θ̠ɔrtn̥]     |
| Ææ   | æ         | [ai̯]        |
| Öö   | ö         | [œ]         |

Az a, á, e, é, i, í, o, ó, u, ú, y, ý, æ és ö betűk magánhangzók, a  többi pedig mássalhangzó.
A C (sé, [sjɛ]), Q (kú, [kʰu]) és W (tvöfalt vaff, [ˈtʰvœfal̥t ˌvafː]) betűk csak idegen szavak, vagy tulajdonnevek használatában fordul elő. Egyébként, a c, qu, és w betűk helyettesítve vannak a k/s/ts, hv, és v betűkkel.

### Törölt betű
| Betű | Név  | IPA    |
| ---- | ---- | ------ |
| Zz   | seta | [sɛta] |

A Z (seta, [ˈsɛta]) betű 1973-ig volt használatban, amikor eltörölték. Ellenben az egyik legfontosabb izlandi újság, a Morgunblaðið még mindig használja (bár igen ritkán), és egy iskola, Verzlunarskóli Íslands nevében is szerepel. Tulajdonnevekben is fellelhető. Idősebb emberek, akik a z mássalhangzó eltörlése előtt jártak iskolába, még mindig használják.

## Előfordulási gyakoriságok
A leggyakrabban előforduló izlandi betű az a.
| Betű | Gyakoriság |
| ---- | ---------- |
| a    | 10,11%     |
| r    | 8,58%      |
| n    | 7,71%      |
| i    | 7,58%      |
| e    | 6,42%      |
| s    | 5,63%      |
| t    | 4,95%      |
| u    | 4,56%      |
| l    | 4,53%      |
| ð    | 4,39%      |
| g    | 4,24%      |
| m    | 4,04%      |
| k    | 3,31%      |
| f    | 3,01%      |
| v    | 2,44%      |
| o    | 2,17%      |
| h    | 1,87%      |
| á    | 1,8%       |
| d    | 1,58%      |
| í    | 1,57%      |
| þ    | 1,45%      |
| j    | 1,14%      |
| b    | 1,04%      |
| ó    | 0,99%      |
| y    | 0,9%       |
| æ    | 0,87%      |
| p    | 0,79%      |
| ö    | 0,78%      |
| é    | 0,65%      |
| ú    | 0,61%      |
| ý    | 0,23%      |
| x    | 0,05%      |

## Fordítás
Ez a szócikk részben vagy egészben  az   Icelandic alphabet című angol Wikipédia-szócikk fordításán alapul.  Az eredeti cikk szerkesztőit annak laptörténete sorolja fel. Ez a jelzés csupán a megfogalmazás eredetét és a szerzői jogokat jelzi, nem szolgál a cikkben szereplő információk forrásmegjelöléseként.